# The Count of Monte Cristo (1934)
The Count of Monte Cristo is een Amerikaanse film uit 1934, geregisseerd door Rowland V. Lee. De film is een verfilming van Alexandre Dumas père's roman De graaf van Monte-Cristo. Hoofdrollen worden vertolkt door Robert Donat, Elissa Landi, en Louis Calhern.
De film kreeg twee vervolgen: The Return of Monte Cristo in 1936 en The Son of Monte Cristo in 1940.

## Verhaal
In 1815 doet een Frans handelsschip het eiland Elba aan. De kapitein ontvangt een brief van de verbannen keizer Napoleon Bonaparte, met het verzoek deze af te leveren bij een man in Marseille. Omdat de kapitein dodelijk ziek is, geeft hij de brief door aan zijn eerste stuurman, Edmond Dantes. Het hoofd van het stadsmagistraat, Raymond de Villefort Jr., krijgt lucht van de brief, en laat Dantes en de tweede stuurman Dangler arresteren wegens verraad.
Dantes' "vriend" Fernand Mondego begeleidt Dantes naar de gevangenis. Het is duidelijk dat Mondego, Dangler en Villefort er allemaal baat bij hebben dat Dantes achter de tralies verdwijnt. Mondego is verliefd op Dante's verloofde, Mercedes (Elissa Landi); Danglers wil promotie tot kapitein in plaats van Dante; en de man voor wie de brief was bedoeld is Villeforts eigen vader, iets wat hij niet wil dat anderen ontdekken. De Villefort zorgt dat Dantes zonder proces in de gevangenis van Château d'If belandt. Tijdens de Honderd Dagen hopen Dantes vrienden dat Napoleon Dantes zal bevrijden. Om te voorkomen dat dit gebeurt, laat De Villefort een valse verklaring opstellen dat Dantes zou zijn gedood bij een ontsnappingspoging. Wanneer Mercedes dit leest, trouwt ze met Mondega.
Acht jaar lang verblijft Dantes in de gevangenis. Dan krijgt hij onverwacht bezoek van de oude Abbé Faria, die bezig is een tunnel te graven en zo in Dantes' cel is beland. De twee spannen samen om de tunnel te voltooien en zo te ontsnappen. Ondertussen leert Faria Dantes vechten en andere militaire technieken.
Wanneer de tunnel bijna klaar is, wordt een instorting Faria fataal. Voor zijn dood onthult hij aan Dantes de locatie van een goudschat. Dantes verstopt zichzelf in Faria's lijkzak, en kan zo ontsnappen uit de gevangenis. Hij wordt opgepikt door een smokkelaarsschip.
Dankzij Faria's aanwijzingen vindt Dantes de schat, en besluit dit fortuin te gebruiken voor zijn wraak op De Villefort en Mondego. Hij doet zich voor als de graaf van Monte Cristo. Hij maakt zijn intrede in de hoge kringen van Parijs door de ontvoering van Albert, de zoon van Mercedes en Mondego, in scène te laten zetten, en de jongen vervolgens te "redden".
Dantes begint zijn wraak met Modego. Op een bal onthult hij dat Mondego's verraad verantwoordelijk was voor de dood van Ali Pasha door de Turken. Mondego raakt in diskrediet en pleegt zelfmoord. Het volgende doelwit is Danglers, die nu de meest invloedrijke bankier in Parijs is. Dantes laat Danglers valse informatie doorspelen zodat hij al zijn geld verliest op de aandelenbeurs. Wanneer Dantes hem vervolgens confronteert, verliest Dangler zijn verstand.
Het plan dreigt mis te lopen wanneer Albert Mondego ontdekt dat Dantes hem heeft gebruikt als pion in zijn wraakplannen, en hem uitdaagt tot een duel. Mercedes heeft Dantes inmiddels herkend, en smeekt hem haar zoon niet te doden. Hij gaat akkoord. Wanneer Albert hoort wie de graaf van Monte Cristo werkelijk is, blaast hij het duel af.
Dantes maakt zichzelf uiteindelijk bekend zodat hij wordt gearresteerd en voor de rechter moet verschijnen. Dit geeft hem de gelegenheid om de corruptie van De Villefort aan te kaarten. De Villefort wordt gearresteerd en Dantes vrijgesproken.

## Rolverdeling
| Acteur          | Personage                                 |
| --------------- | ----------------------------------------- |
| Robert Donat    | Edmond Dantes / de graaf van Monte Cristo |
| Elissa Landi    | Mercedes de Rosas                         |
| Louis Calhern   | Raymond de Villefort Jr.                  |
| Sidney Blackmer | Fernand Mondego,                          |
| Raymond Walburn | Baron Danglers                            |
| O. P. Heggie    | Abbé Faria                                |
| Irene Hervey    | Valentine de Villefort                    |
| Georgia Caine   | Madame de Rosas,                          |
| Lawrence Grant  | de Villefort Sr.                          |
| Luis Alberni    | Jacopo                                    |
| Douglas Walton  | Albert Mondego                            |

## Achtergrond

### Verschillen met het boek
De film brengt een aantal grote veranderingen aan in het verhaal. Zo is Villeforts moordlustige tweede vrouw geheel absent in de film. Dantes en Mercedes zijn weer samen aan het eind van de film, terwijl in het boek Mercedes alleen in Marseille gaat wonen. Het personage prinses Haydee, die in het boek verliefd wordt op Edmond, heeft in de film maar een bijrolletje. Ze wordt tweemaal gezien. Een scène die er voor de film bij is bedacht, is dat Valentine de Villefort hoort wat haar vader heeft gedaan, en Edmond aanspoort zichzelf te verdedigen in de rechtszaal.

### Personages absent in de film
- Benedetto
- Bertuccio
- Caderousse
- Edouard Villefort
- Eugénie Danglars
- Franz d'Epinay
- Heloise Villefort
- Louise d'Armilly
- Marquis Saint-Méran
- Marquise of Saint-Méran
- Maximilian Morrel
- Peppino